# Daniel Maurer
Daniel Maurer (* 14. Jänner 1994 in Wiener Neustadt) ist ein österreichischer Fußballspieler.

## Karriere
Maurer begann seine Karriere beim SC Felixdorf. 2004 wechselte er zum VfB Admira Wacker Mödling. 2006 kam er in die Jugend des SK Rapid Wien. 2009 kehrte er zu Admira Wacker Mödling zurück. Im März 2012 debütierte er für die Amateure der Admira, als er am 16. Spieltag der Saison 2011/12 gegen den Wiener Sportklub in der Nachspielzeit für Atilla Erel eingewechselt wurde.
Zur Saison 2014/15 wurde Maurer an den Zweitligisten Floridsdorfer AC verliehen. Sein Debüt in der zweiten Liga gab er im Juli 2014, als er am ersten Spieltag jener Saison gegen den SC Austria Lustenau in der Nachspielzeit für Michael Pittnauer ins Spiel gebracht wurde.
Nach sieben Pflichtspielen für die Wiener kehrte er im Sommer 2015 zu den Amateuren der Admira zurück. Zur Saison 2016/17 wechselte er zum Ligakonkurrenten First Vienna FC. Für die Vienna kam er in jener Saison zu 21 Regionalligaeinsätzen. Nach der Saison 2016/17 verließ er den Verein. Nach mehreren Monaten ohne Verein wechselte er im Jänner 2018 zum Wiener Sport-Club. In eineinhalb Jahren beim WSC kam er zu 60 Regionalligaeinsätzen.
Zur Saison 2020/21 wechselte Maurer zum Ligakonkurrenten SC Neusiedl am See. Für Neusiedl kam er bis zum COVID-bedingten Saisonabbruch zu acht Regionalligaeinsätzen. Zur Saison 2021/22 schloss er sich dem fünftklassigen ASK Bad Vöslau an.